# 1008
El 1008 (MVIII) fou un any de traspàs començat en dijous del calendari julià.

## Esdeveniments
- Guerra civil a l'Àndalus.[1]
- L'Abat Oliba mana al monestir de Ripoll.[2]